# Carlo Vanini
Carlo Vanini (Mantova, 24 luglio 1938) è un ex calciatore italiano, di ruolo ala.

## Carriera
Nella stagione 1965-1966 ha giocato la finale di Coppa Italia con la maglia del Catanzaro, partita persa con la Fiorentina per 2-1.
Con i giallorossi ha disputato sei campionati di Serie B per un totale di 128 presenze e 16 reti.